# Cuentas en participación
Las cuentas en participación son el único tipo de sociedad o comunidad interna que conoce el Derecho mercantil, las que por lo general carecen de personalidad jurídica. Se trata de una fórmula asociativa entre empresarios individuales o sociales que hace posible el concurso de uno de ellos (el partícipe) en la empresa del otro (gestor), quedando ambos a resultas del éxito o fracaso del último. Su condición de sociedad no ofrece dudas: el fin común perseguido es la obtención de ganancias mediante la explotación del negocio del gestor y ambas partes contribuyen a su consecución. La cuenta en participación es un tipo mercantil por razón de los sujetos. 
En efecto, de la definición usual que se recoge en las normas mercantiles (especialmente los Códigos de Comercio) se desprende que las cuentas en participación son mercantiles y, por tanto, sujetas a las normas especiales de esta área, siempre que se constituyan entre comerciantes. No existe, sin embargo, dificultad para que se recurra a ellas en el tráfico del derecho civil, creando una forma análoga, usando de la libertad contractual o utilizando las mismas cuentas para posibilitar que un tercero no comerciante se interese en la actividad de un profesional liberal, por ejemplo.

## Constitución y efectos
Las legislaciones mercantiles suelen seguir el principio de libertad de forma en la constitución de las cuentas en participación. Por lo demás, las partes gozan de la más amplia libertad para establecer las condiciones de la relación. En la esfera interna, las relaciones patrimoniales se asientan sobre el deber de aportación. El partícipe queda obligado a entregar al gestor o dueño del negocio el capital convenido, que podrá consistir en dinero o bienes, y lo aportado pasa al dominio del gestor, salvo que otra cosa se diga en el contrato.

## Extinción
No suelen las normas mercantiles regular las causas de extinción de las cuentas, pero dada su naturaleza societaria serán de aplicación las reglas sobre disolución de sociedades. A título de ejemplo pueden indicarse las siguientes: mutuo disenso, transcurso del tiempo señalado en el contrato, muerte o incapacidad del socio gestor, de no existir pacto de continuar la cuenta con sus herederos, quiebra del socio gestor en razón a su inhabilitación para el ejercicio del comercio subsiguiente a la misma, etc. La extinción de la relación jurídica de cuentas en participación implicará, en todo caso, la liquidación de esta conforme a lo convenido en el contrato.

## Regulación
En general, las cuentas en participación se regulan en el Derecho mercantil. Así, a guisa de ejemplo, podemos citar: 
- Argentina: arts. 365 a 371 del Código Federal de Comercio.
- Chile: arts. 507 a 511 del Código de Comercio.
- Colombia: 507 al 514 del Código de Comercio.
- Venezuela: 359 al 364 del Código de Comercio.
- España: arts. 239-243 del Código de Comercio.
- Costa Rica: arts. 21, 663 al 666 del Código de Comercio.